# Tai giữa
Tai giữa là một phần của tai, nằm bên trong đến màng nhĩ và bên ngoài cửa sổ hình bầu dục của tai trong. Tai giữa động vật có vú chứa ba xương nhỏ, có tác dụng chuyển rung động của màng nhĩ vào sóng trong chất lỏng và màng của tai trong. Không gian rỗng của tai giữa còn được gọi là khoang nhĩ và được bao quanh xương định âm. Ống thính giác (còn được gọi là ống Eustachian hoặc ống hầu họng) kết hợp với khoang nhĩ với khoang mũi (vòm họng), cho phép áp lực cân bằng giữa tai giữa và cổ họng.
Chức năng chính của tai giữa là chuyển năng lượng âm thanh hiệu quả từ sóng nén trong không khí sang sóng màng chất lỏng trong ốc tai.